# Ozewiezewoze
Ozewiezewoze is een traditioneel Nederlands kinderliedje. De tekst heeft geen betekenis, het gaat om een nonsensgedicht.

## Oudste vindplaatsen van het liedje
Het oudste liedboekje dat dit liedje heeft opgenomen volgens de Nederlandse Liederenbank van het Meertens Instituut, is Nederlands volkslied, samengesteld door J. Pollmann en P. Tiggers, eerste druk van 1941. De incipit luidt daar: 'Ozewiezewoze wiezewalla kristalla'. Daarnaast beschikt de Liederenbank over twee opnames van het radioprogramma Onder de groene linde, die dateren van 1954 en 1963.
Het liedje is in geen enkel ouder liedboekje terug te vinden, ook niet in de grote liedcollecties van rond 1900, zoals de collectie Boekenoogen, Donders en Van Hichtum. In het totaal geeft de Liederenbank slechts zeven treffers van dit liedje. Het lijkt dus om een recent, twintigste-eeuws kinderlied te gaan.

## Tekst
De huidige tekst van het kinderliedje luidt als volgt:
Ozewiezewoze wiezewalla kristalla
kristoze wiezewoze wiezewieswieswieswies.

## Creoolse herkomst
Schrijver en taalkundige Frank Arion suggereerde in 1981 dat het liedje af zou stammen van een liedje uit de Portugese creooltaal Guene, en dat de klanken en vooral de spelling zijn aangepast aan het Nederlands. De tekst zou volgens deze uitleg dan ongeveer het volgende betekenen: Vandaag is het kind gelukkig / Is het kind gered / Gedoopt is het / Dit kind is gelukkig, / Dit kind, kinderen, kinderen.
Arion suggereerde dat in de tijd van de West-Indische Compagnie, de 17e en 18e eeuw, Nederlandse mannen in West-Afrika van hun bijvrouwen kinderliedjes hoorden en deze na terugkeer weer voor hun kinderen in Nederland zongen.

### Kritiek
De veronderstelling dat een aantal Nederlandse kinderliedjes zonder betekenis oorspronkelijk een Creoolse herkomst hebben, achten taalkundigen en onderzoekers van het Nederlandse lied onwaarschijnlijk.
De beschikbare bronnen wijzen er niet op dat mannen in de 17e eeuw liedjes voor hun kinderen zongen. Bovendien is er van het liedje 'Ozewiezewoze' voor 1941 niets bekend. Het liedje duikt pas 200 jaar na de tijd van de West-Indische Compagnie op. Het is daarom niet waarschijnlijk dat het kinderliedje teruggaat op een 17e of 18e-eeuws Creools lied.

## Verwijzingen in de populaire cultuur
- In de Nederlandstalige vertaling van het stripalbum Asterix op Corsica heet de Corsicaanse stamleider Ozewiezewozewiezewallakristallix. Kakofonix (Assurancetourix) merkt later op: “De naam van het stamhoofd inspireert me tot het schrijven van een lied.” In de oorspronkelijke Franstalige versie heet het Corsicaanse stamhoofd Ocatarinetabellatchitchix, een verwijzing naar het lied Tchi Tchi door de Corsicaanse zanger Tino Rossi. Asterix noemt hem per ongeluk Omarinella, naar een film van Rossi.
- De zangeres Liselore Gerritsen heeft een naar dit kinderlied verwijzend nummer Osewiesewose van componist Ben van der Linden gezongen.